# Gaetano Braga
Gaetano Braga (Giulianova, 9 giugno 1829 – Milano, 20 novembre 1907) è stato un compositore e violoncellista italiano.

## Biografia

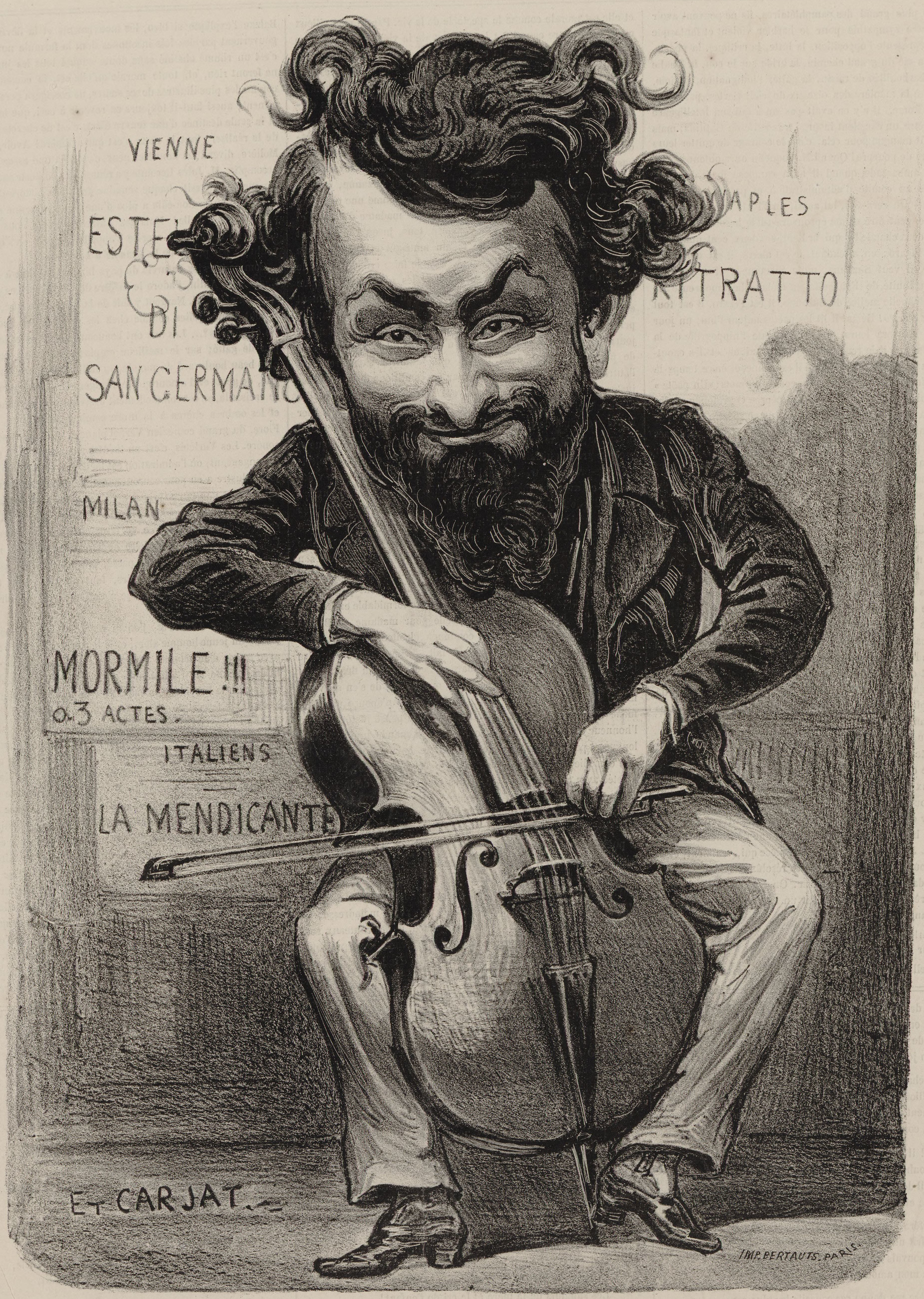
Gaetano Braga ritratto in una caricatura da Étienne Carjat

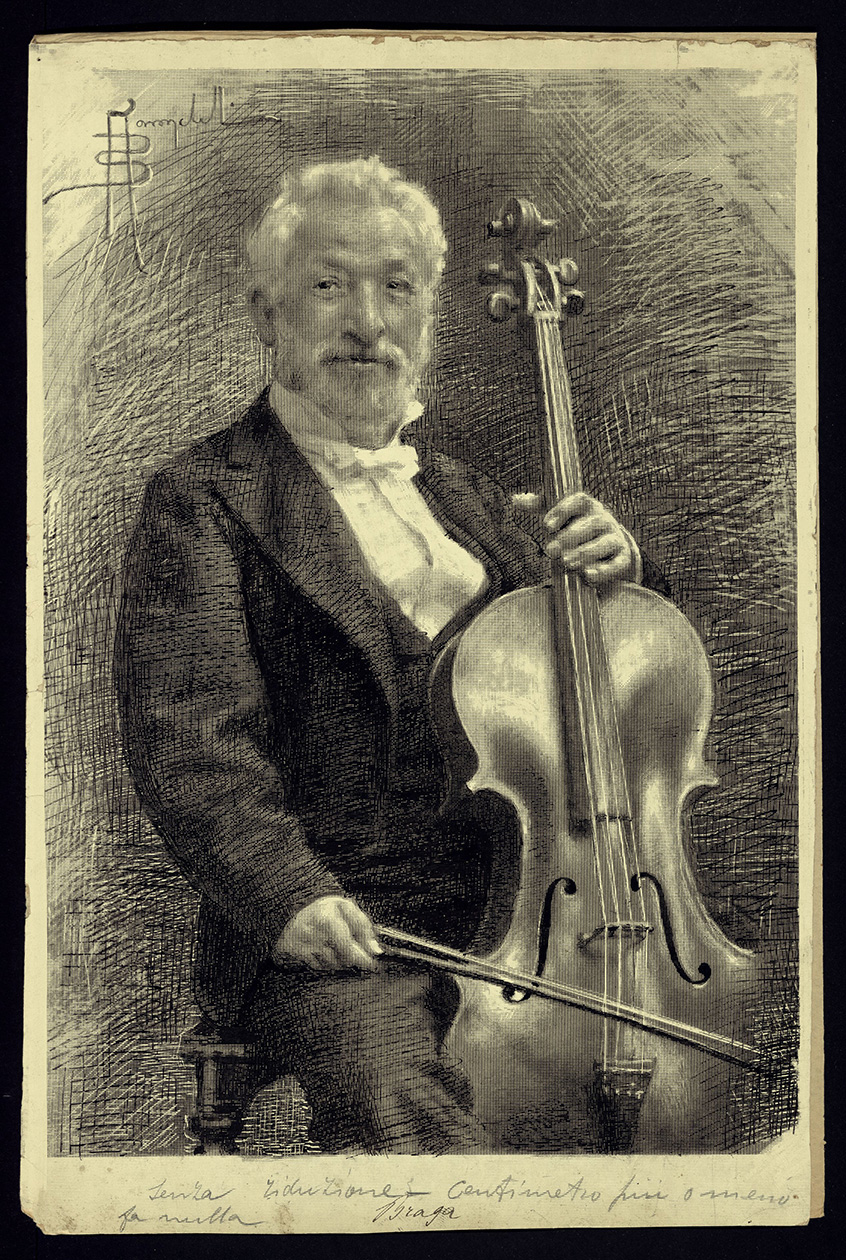
Gaetano Braga in un ritratto di Andrea Baronchelli

Nato a Giulianova, iniziò a rivelare la sua passione per la musica in giovane età. Per interessamento di Giulia Colonna di Stigliano, moglie del duca d'Atri Giangirolamo Acquaviva, ebbe la possibilità di studiare a Napoli, dove ebbe tra i suoi insegnanti Gaetano Ciandelli, al quale dedicò diverse composizioni , e Saverio Mercadante. A 14 anni decise di dedicarsi in particolare allo studio del violoncello, strumento col quale si esibì in concerto per l'Europa, suonando in molte città tedesche, a Vienna dove nel 1857 la sua Estella conquistò un tale entusiasmo, Parigi, dove soggiornò per diverso tempo, eseguì concerti per violoncello e insegnò, continuando così la tradizione della Scuola ciandelliana; nonché a Firenze, dove fu sempre accolto con entusiasmo. Nel 1853 la Società Filarmonica di Firenze lo nominò Braga suo membro onorario. A Parigi Braga strinse rapporti di amicizia con Servais, Batta e Wieuxtempe, Auber, Halévy, David e Carafa grazie al quale venne presentato a Rossini che si fa suo sostenitore.  Lasciò Parigi in occasione delle due tournée in America, nel 1874 e 1875. A questi anni risalgono le sue Quattro meditazioni (Milano, Ricordi, circa 1875) dedicate a Paolo Rotondo, violoncellista allievo di Salvatore Pappalardo e caro suo amico, che spesso ospitava Braga nella sua residenza napoletana. Il miraggio dell’America sembrò al Braga ancora più grande dopo le disastrose vicende legate alla rappresentazione del “Caligola”. Il 29 agosto 1874 si imbarcò su una nave da Brest, città portuale della Francia, nella regione della Bretagna, diretto a New York. La prima tournée in America toccò diverse città, quali Boston, New Bedford, Worcester,  Springfield, Filadelfia, Baltimora, Washington, Lockport ed altre. Il pubblico americano ebbe grande ammirazione per Gaetano Braga, come testimoniato da un articolo del “Courrier des Estats-Unis, riportato nel numero della Gazzetta Musicale di Milano del 15 novembre 1874. Durante la tournée si recò anche a Cleveland, dove compose “L’esule”, una delle sue più famose melodie, nella quale trasfuse la nostalgia per la sua terra natia echeggiando un popolarissimo canto abruzzese.  A Chicago ottenne uno dei più splendidi successi che gli toccassero in America. Il suo concerto destò un vero e proprio delirio tra gli spettatori e la stampa americana non esitò ad elogiare i suoi meriti non solo come compositore, ma soprattutto come esecutore, chiamandolo “King violoncellist”. Tornò in America una seconda volta nell’agosto del 1875. Giunse a NewYork il 7 settembre 1875 e vi rimase fino al 13 novembre, irritato e pentito per non aver trovato un contratto conveniente, partì di nuovo per l’Europa.
Come compositore raggiunse l'apice del successo con le opere Il ritratto, Reginella e Caligola.
Nel 1860 scrisse il "Mormile" che, rappresentato alla Scala, si rivelò un insuccesso.  Dopo questa avvilente parentesi, tornò a Milano dove compose tra l'altro un Ruy Blas, da Victor Hugo, che non fu mai rappresentato poiché la giuria del Teatro alla Scala gli preferì l'omonima opera di Filippo Marchetti.
Braga morì all'età di 76 anni a Milano.
La casa natale in corso Garibaldi a Giulianova ospita un museo dedicato alla vita del compositore.
A lui sono intitolati il Conservatorio Statale Gaetano Braga di Teramo e il violoncello "Stradivari Braga", realizzato nel 1731 dal celebre liutaio cremonese ed acquistato da Braga a Londra nel 1856.

## Composizioni

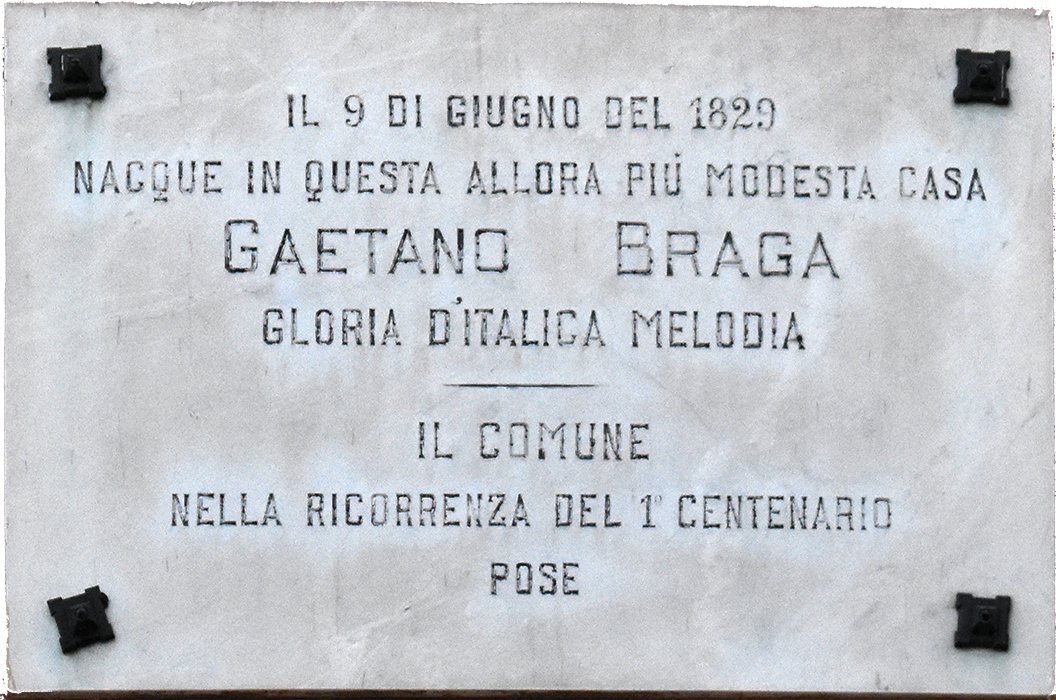
Targa sulla casa natia di Braga, a Giulianova

### Opere liriche

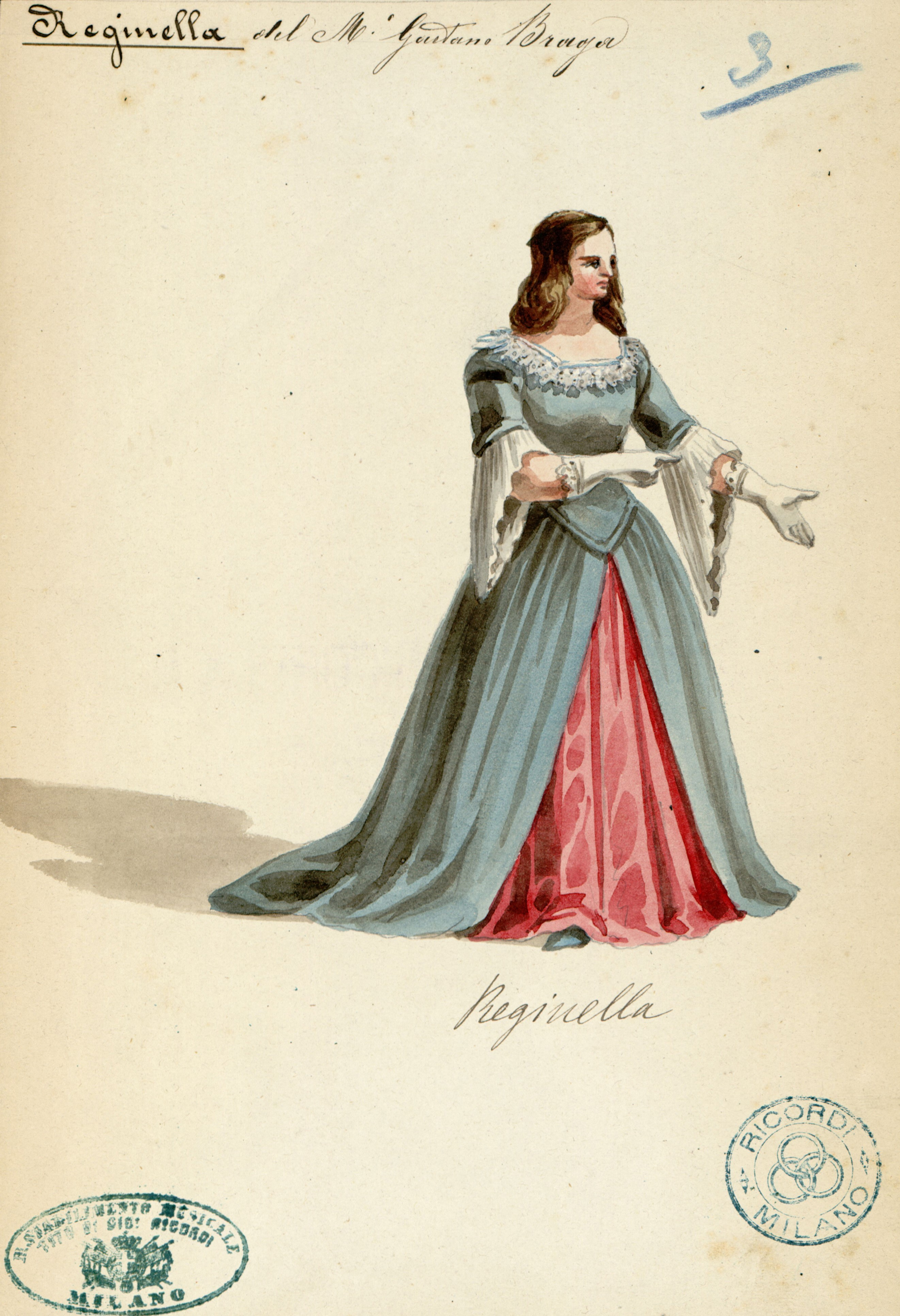
Reginella, figurino per Reginella (1871).
Archivio Storico Ricordi

- Alina o La spregiata, libretto di Leone Emanuele Bardare (Napoli, Teatro del Fondo, 26 luglio 1853)
- Estella di San Germano, libretto di Achille De Lauzières (Vienna, Kärntnertortheater, 29 maggio 1857)
- Il ritratto, libretto di Achille De Lauzières (Napoli, Teatro privato del Conte di Siracusa, 6 marzo 1858)
- Margherita la mendicante, libretto di Francesco Maria Piave (Parigi, Théâtre des Italiens, 2 gennaio 1860)
- Mormile, libretto di Francesco Maria Piave (Milano, Teatro alla Scala, 4 febbraio 1862)
- Gli avventurieri, libretto di Antonio Ghislanzoni (Milano, Teatro di Santa Radegonda, 30 ottobre 1867)
- Ruy Blas, libretto di Giovanni Peruzzini, poi rimaneggiato da Antonio Ghislanzoni (Milano, 1865 - non rappresentata)
- Reginella, libretto di Antonio Ghislanzoni (Lecco, Teatro Sociale, 16 settembre 1871)
- Caligola, libretto di Antonio Ghislanzoni (Lisbona, Teatro São Carlos, 22 gennaio 1873)

### Romanze da salotto

#### Raccolte
- Six mélodies, dedicate a Pauline Viardot
  - À une fleur, versi di Alfred de Musset
  - Mandoline, versi di Eugene Bercioux
  - Ninon, versi di Alfred de Musset
  - À quoi bon entendre, versi di Victor Hugo
  - Adieux à Suzon, versi di Alfred de Musset
  - L'infinito, versi di Giacomo Leopardi
- Mélodie, dedicate ad Adelaide Borghi-Mamo
  - I giuramenti
  - L'invito, versi di Giuseppe Torre
  - L'anello, il rosario e la ciarpa, versi di Marco Marcelliano Marcello
  - Mergellina, versi di Giuseppe Torre
  - La Serenata o Leggenda Valacca, versi di Marco Marcelliano Marcello (menzionata in una delle prose di Anton Čechov e nel romanzo "Il vitellino d'oro" di Il'f e Petrov)
  - Nellina, versi di Achille De Lauzières
- Notti Lombarde, dedicate alla marchesa Cristina Stampa di Soncino Morosini
- La Violette des Alpes [9]
  - La Zingara e la Fanciulla
  - Io son passata a casa del mio bene
  - Non mi toccate
  - Tempesta
  - Fuggiam
  - Non contemplare, o vergine
- Quattro meditazioni, Milano, Ricordi, circa 1875

#### Spaiate
- Il canto della ricamatrice, versi di Antonio Fogazzaro
- Le vase brisé, versi di Sully-Prudhomme
- Nella notte, versi di Netti
- Non ti fidar, versi di anonimo

## Opere multimediali sull'artista
- "Io, Braga e il Violoncello"[10], documentario di Giuliano Braga, che ripercorre le tappe fondamentali della vita del Maestro Braga. Opera patrocinata dai comuni di Giulianova, Teramo, Roseto degli Abruzzi, Città di Castello

## Intitolazioni
La città di Teramo gli ha intitolato il Conservatorio Statale Gaetano Braga, il quale fondato nel 1895 è ad oggi il più antico d'Abruzzo.
Nella sua città natale Giulianova, gli è stata intitola sia una scuola media, una scuola dell'infanzia ed una via cittadina.